# آلتینکان
آلتینکان (به ازبکی: Oltinkon) یک منطقهٔ مسکونی در ازبکستان است که در ناحیه پپ واقع شده‌است. آلتینکان ۲٬۰۶۶ نفر جمعیت دارد.